# Euschistospiza
Euschistospiza es un género de aves paseriformes perteneciente a la familia Estrildidae.

## Especies
Contiene las siguientes dos especies:
- Euschistospiza dybowskii - estrilda de Dybowski;
- Euschistospiza cinereovinacea - estrilda sombría.